# Бобков, Николай Васильевич (футболист)
Николай Васильевич Бобков (род. 30 ноября 1940, Расторгуево, Московская область) — советский футболист, полузащитник, известный по выступлениям за «Динамо» Москва. Чемпион и обладатель Кубка СССР по футболу, мастер спорта.

## Карьера
Начал заниматься футболом в школе коксогазового завода города Видное. После школы в течение трёх лет играл за ярославский «Шинник», вызывался в сборную РСФСР. В 1962 году перешёл в «Динамо» (Москва). Первый матч за «Динамо» сыграл 13 мая 1962 года против бакинского «Нефтчи». В 1963 году Николай Бобков в составе «Динамо» стал чемпионом СССР, а в 1967 году — обладателем Кубка страны. Всего за «Динамо» сыграл 184 матча, забил 19 голов, в том числе в чемпионате СССР 127 матчей, 11 голов.
В 1968 году перешёл в барнаульский «Темп», через короткое время завершил карьеру игрока из-за травм. Много лет работал дипкурьером в МИД СССР , а затем и России. В 2005 году ушёл на пенсию с должности начальника отдела.

## Достижения
- Чемпион СССР 1963
- Серебряный призёр Чемпионатов СССР 1962, 1967
- Обладатель Кубка СССР 1967